# Helius corniger
Helius corniger là một loài ruồi trong họ Limoniidae. Chúng phân bố ở miền Cổ bắc.